# Карноварский сельсовет
Карноварский сельсовет — сельское поселение в Неверкинском районе Пензенской области Российской Федерации.
Административный центр — село Карновар.

## История
Статус и границы сельского поселения установлены Законом Пензенской области от 2 ноября 2004 года № 690-ЗПО «О границах муниципальных образований Пензенской области».

## Население
| 2010 | 2012  | 2013  | 2014  | 2015  | 2016 | 2017 |
| ---- | ----- | ----- | ----- | ----- | ---- | ---- |
| 1141 | ↘1096 | ↘1065 | ↘1031 | ↘1024 | ↘992 | ↘958 |
| 2018 | 2021  |       |       |       |      |      |
| ↘940 | ↘825  |       |       |       |      |      |

## Состав сельского поселения
| № | Населённый пункт | Тип населённого пункта       | Население |
| - | ---------------- | ---------------------------- | --------- |
| 1 | Карновар         | село, административный центр | ↘778      |
| 2 | Мансуровка       | село                         | ↘363      |